# Kraftwerk Petacalco
Das Kraftwerk Petacalco ist ein in La Unión im mexikanischen Bundesstaat Guerrero gelegenes Kohlekraftwerk. Mit einer installierten Leistung von 2,1 GW, erzeugt in sechs Blöcken, ist es (Stand 2002) das leistungsmäßig größte Kraftwerk in Mexiko.
Die Anlage wurde im Jahr 1993 in Betrieb genommen und wird vom staatlichen Stromnetzbetreiber Comisión Federal de Electricidad (CFE) betrieben. Pro Jahr werden von dem Kraftwerk ca. 8 Millionen Tonnen Kohlendioxid (CO2) emittiert.
Die für den Kraftwerksbetrieb nötige Kohle wird importiert, per Schiff bis zu dem am Ufer des Pazifischen Ozeans gelegenen Entladeterminal des Kraftwerks gebracht und von dort mit einem 3,5 km langen Gurtbandförderer zu der im Landesinneren liegenden Kraftwerksanlage transportiert. Im Jahr 2008 kam es aufgrund von Import- und Lieferschwierigkeiten bei Kohle zu einer zeitweisen Stilllegung des Kraftwerks.